# The Sheriff's Story (film 1913)
The Sheriff's Story è un cortometraggio muto del 1913 diretto da Arthur Mackley. La sceneggiatura è firmata da Gilbert M. 'Broncho Billy' Anderson che è anche produttore del film.

## Produzione
Il film fu prodotto dalla Essanay Film Manufacturing Company e venne girato a Hollywood.

## Distribuzione
Distribuito dalla General Film Company, il film - un cortometraggio di una bobina - uscì nelle sale cinematografiche USA il 30 gennaio 1913.